# Héctor Camacho
Pour les articles homonymes, voir Camacho.
Héctor Camacho, né le 24 mai 1962 à Bayamón et mort le 24 novembre 2012, est un boxeur portoricain.

## Biographie
Passé professionnel en 1980, il a remporté au cours de sa carrière le titre de champion du monde dans 3 catégories différentes : poids super-plumes WBC en 1983, poids légers WBC en 1985 et poids super-légers WBO en 1989 et 1991. Le 20 novembre 2012, il est gravement blessé par balle à la tête alors qu'il se trouvait dans sa voiture. Depuis en état de mort cérébrale, il est débranché de l'assistance respiratoire qui le maintenait en vie et déclaré mort le 24 novembre 2012.

## Distinction
- Héctor Camacho est membre de l'International Boxing Hall of Fame depuis 2016.